# 独花兰
独花兰（学名：Changnienia amoena）为兰科独花兰属下的一个种。